# Theta Doradus
Theta Doradus (θ Doradus, förkortat Theta Dor, θ Dor) som är stjärnans Bayerbeteckning, är en ensam stjärna belägen i den södra delen av stjärnbilden Svärdfisken. Den har en skenbar magnitud på 4,82 och är synlig för blotta ögat där ljusföroreningar ej förekommer. Baserat på parallaxmätning inom Hipparcosuppdraget på ca 6,6 mas, beräknas den befinna sig på ett avstånd på ca 490 ljusår (ca 151 parsek) från solen.

## Egenskaper
Theta Doradus är en orange jättestjärna av spektralklass K2/3 III CNIb/II, där suffixet anger att den är en kemiskt ovanlig stjärna med ett starkt CN-band. Den har massa som är ca 2,2 gånger större än solens massa, en radie som är ca 16 gånger större än solens och utsänder från dess fotosfär ca 427 gånger mera energi än solen vid en effektiv temperatur av ca 4 300 K.